# Hilgertshausen (Adelsgeschlecht)

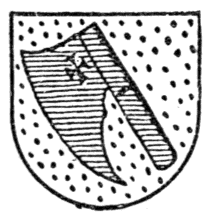
Wappen derer von Hilgertshausen bei Arthur Charles Fox-Davies (schwarz-weiß)

Hilgertshausen, auch Hilkertshausen, war der Name eines mittelalterlichen Adelsgeschlechts. Die Herren von Hilgertshausen stammten von den Herren von Kamer ab, von denen sich eine Linie nach ihrem Schloss Hilgertshausen benannt hatte. Sie waren außerdem eines Stammes mit den Herren von Parteneck, von Kamerberg und von Massenhausen. Ihr Stammort Hilgertshausen liegt heute im Landkreis Dachau.

## Geschichte
Ende des 13. Jahrhunderts und einmal Anfang des 14. Jahrhunderts ist jeweils ein Ulrich von Hilgertshausen, möglicherweise derselbe, im Zuge einer Schenkung an das Kloster Indersdorf bzw. Gaben an das Gotteshaus „Raiterhaßlach“ genannt.
Hans von Hilgertshausen war im Jahr 1345 Richter zu Pfaffenhofen. Fünf Jahre später ist Agnes von Rindsmaul als Frau des Johannes von Hilgertshausen genannt. Markgraf Ludwig von Brandenburg hatte ihr im Vorjahr 200 Pfund Münchner Pfennige als Heimsteuer bestimmt. Zuletzt werden Georg und Andre von Hilgertshausen Anfang des 15. Jahrhunderts genannt, womit das Geschlecht als erloschen gilt.
Später gelangten die Herren von Lösch in Besitz des Schlosses Hilgertshausen und nannten sich fortan Lösch von Hilgertshausen. Sie führen auffälligerweise auch eine Barte im Wappen, was allerdings keine verwandtschaftlichen Beziehungen zur Ursache hat.

## Wappen
Bezüglich des Wappens der Herren von Hilgertshausen gibt es teils abweichende Angaben: Einzinger von Einzing, Arthur Charles Fox-Davies und Johann David Köhler gaben eine blaue Barte im goldenen Schild. Auch Otto von Hefner und Wiguleus Hund teilten diese Ansicht.
Nach Gustav Adelbert Seyler ist die Barte golden im roten Schild.